# Bodajbo
Bodajbo (russisk: Бодайбо, tr. Bodajbo) er en by i Irkutsk oblast, Sibiriske føderale distrikt i Den Russiske Føderation næsten 1450 kilometer nordøst for oblastens administrative center, Irkutsk. Byen har 8.921(2021) indbyggere og blev grundlagt i 1864 .

## Geografi
Bodajbo ligger ved den højre bred af floden Vitim, en biflod til Lena. Nær byen er også floden Bodajbo, som har givet navn til byen.

## Historie
Bodajbo blev grundlagt i 1864 , hvor den servicerede den lokale guldudvindingsindustri. Byen blev officielt registreretet som by i 1925.
Lenamassakren, nedskydningen af strejkende arbejdere fra guldminerne af russiske tsarist hærstyrker i 1912, foregik i nærheden Bodajbo.
En uopklaret hændelse, Vitimhændelsen, skete den 25. september 2002, tæt på byen, hvor et objekt slogned. Der spekuleres i om objektet var en meteor eller meteoroid.

### Indbyggerudvikling
| År   | Indbyggertal |
| ---- | ------------ |
| 1939 | 15.100       |
| 1959 | 14.600       |
| 1979 | 14.400       |
| 1989 | 20.900       |
| 2002 | 16.504       |
| 2009 | 14.821       |

Note: Data fra folketællinger (1939 afrundet)